# Rotan, Texas
Rotan là một thành phố thuộc quận Fisher, tiểu bang Texas, Hoa Kỳ. Năm 2010, dân số của xã này là 1508 người.

## Dân số
- Dân số năm 2000: 1611 người.
- Dân số năm 2010: 1508 người.